# Référendum lituanien d'octobre 1996
 (signalé en août 2025).
Si vous disposez d'ouvrages ou d'articles de référence ou si vous connaissez des sites web de qualité traitant du thème abordé ici, merci de compléter l'article en donnant les références utiles à sa vérifiabilité et en les liant à la section « Notes et références ».
- Archive Wikiwix
- Bing
- Cairn
- DuckDuckGo
- E. Universalis
- Gallica
- Google
- G. Books
- G. News
- G. Scholar
- Persée
- Qwant
- (zh) Baidu
- (ru) Yandex
- (wd) trouver des œuvres sur Wikidata

Le référendum lituanien de 1996 est un référendum ayant eu lieu le 20 octobre 1996 en Lituanie. Il comprend 4 questions dont la réduction du nombre de membres du parlement, la fixation des élections au printemps, l'utilisation des fonds perçus par les privatisations, ainsi que l'utilisation des fonds publics pour les dépenses sociales. Il a eu une participation de 52,1 %. La réduction des membres du parlement a été approuvée à 77,9 %, les élections au printemps à 76,2 %, les dépenses sociales à 76,1 % et l'utilisation des fonds des privatisations à 79,5 %.